# Rejon wilejski
Rejon wilejski (biał. Вілейскі раён) – rejon w centralnej Białorusi, w obwodzie mińskim.
Rejon ten został utworzony 5 lipca 1946 roku.

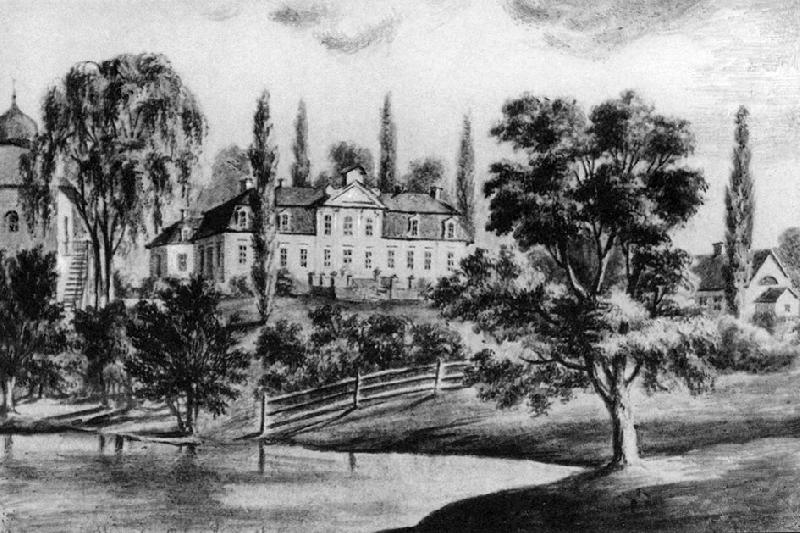
Pałac w Hanucie na rysunku Napoleona Ordy

## Osoby związane z rejonem  wilejskim
- Maria Górska-Zajączkowska – polska biolog związana z Ogrodem Botanicznym w Poznaniu,
- Zygmunt Młot-Przepałkowski – polski urzędnik administracji państwowej, rotmistrz kawalerii Wojska Polskiego,
- Ewa Maria Ostrowska – polska pisarka i dziennikarka,
- Józef Stasiun – polski dyrektor Gimnazjum im. Henryka Sienkiewicza w Wilejce (do 17 września 1939 r.), wcześniej do ok. 1927 r. dyrektor Seminarium Nauczycielskiego w Wilnie,
- Władysław Strzemiński oraz Katarzyna Kobro – polscy artyści konstruktywistyczni, mieszkali w Wilejce 1923–1924 oraz 1939–1940[1].
- Telesfor Poźniak (ur. 28 listopada 1932 w Trepałowie, dzisiaj rejon wilejski, – slawista,  historyk i badacz literatur wschodnio- i południowosłowiańskich.

## Media
- Tygodnik Rehijanalnaja Hazieta (ukazuje się w Mołodecznie) ze stroną internetową www.rh.by